# Casa di Lorenzo Bartolini
La casa di Lorenzo Bartolini è un edificio di Firenze situato in Borgo Pinti 87. Qui morì lo scultore nel 1850, come ricorda anche una targa posta sulla facciata.

## Storia e descrizione
La casa, di tre piani per tre assi, sufficientemente modesta benché ingentilita dal piccolo terrazzino in ferro, è nota per essere stata di proprietà e aver visto la morte dello scultore Lorenzo Bartolini. Tra l'altro qui egli ospitò nel 1819 Jean Auguste Dominique Ingres prima che questi trovasse alloggio nel palazzo Aldobrandini di Lapo di via delle Belle Donne.
Bartolini è ricordato dalla memoria (già trascritta da Francesco Bigazzi) posta sul fronte nel 1873, questa volta non per iniziativa del Municipio o dell'Accademia di Belle Arti, ma per volontà dei lavoranti e dagli sbozzatori, «...cui fu prodigo d'aiuti e d'affetto, uniti in consorzio di previdenza per mantenersi lavoro».
| DOPO VENTITRÉ ANNI DA CHE MORÌ IN QUESTE SUE CASE LORENZO BARTOLINI PER ALTEZZA DI CONCETTO E STUDIO DEL VERO RESTAURATORE DELLA SCULTURA I LAVORANTI E GLI SBOZZATORI CUI FU PRODIGO D'AIUTI E D'AFFETTO UNITI IN CONSORZIO DI PREVIDENZA PER MANTENERSI LAVORO IL VICESIMO GIORNO DEL MDCCCLXXIII POSERO LA PRESENTE MEMORIA |